# ア・デイ・トゥ・リメンバー
ア・デイ・トゥ・リメンバー (A Day to Remember) とは、アメリカ合衆国フロリダ州出身のロックバンドである。

## 概要
2003年結成。2005年5月10日にIndianola Recordsから、1stアルバム「And Their Name Was Treason」でデビューを飾る。その後も、ポップ・パンクに巧みに絶叫を織り交ぜた「ハードコア色の強い、ポップ・パンク・サウンド」で、全米の若者を中心に徐々に人気を獲得していき、2006年に入ると、全米でも屈指の大手インディーズレーベルビクトリー・レコードと契約を結ぶことに成功。2007年1月23日には、2ndアルバムとなる「For Those Who Have Heart」をリリースしている。
2009年2月3日には、3rdアルバムとなる「Homesick」をリリースし、ビルボードアルバムチャートにて初登場21位を記録。全米トータルセールスも20万枚を突破した。しかし、その直後の6月に、ギタリストのトム・デニーが結婚生活を理由にバンドから脱退。その穴を埋める形で、ケビン・スカッフを迎え入れている。2010年11月16日には、4thアルバム「What Separates Me from You」がリリースされた。
2013年8月24日、5thアルバム「Common Courtesy」を10月8日にリリースされることが発表された。今回のアルバムはビクトリー・レコードからのリリースではなく、メンバー達による自主リリースという形になった。主な理由は、2012年に起こったレーベルとの裁判が未だに決着せず、バンドが飼い殺し状態になってしまったため。その後裁判所はビクトリー・レコードの訴えを退け、バンドは無事2013年10月8日に5thアルバム「Common Courtesy」をリリースした。当初は公式サイトのみでの配信リリースだったが、後に新曲を3曲追加した「Common Courtesy」のデラックス盤をCDと共に2013年11月25日にリリースされることが発表された。
2021年10月13日、創設メンバーでベーシストのジョシュア・ウッダードが性的違法行為の疑惑によりバンドを脱退したことが発表された。

## メンバー

### 現メンバー
- ジャレミー・マッキノン/Jeremy McKinnon - (ヴォーカル)
- ネイル・ウエストフォール/Neil Westfall - (ギター)
- ケビン・スカッフ/Kevin Skaff - (ギター)
- アレックス・シェルナット/Alex Shelnutt - (ドラム)

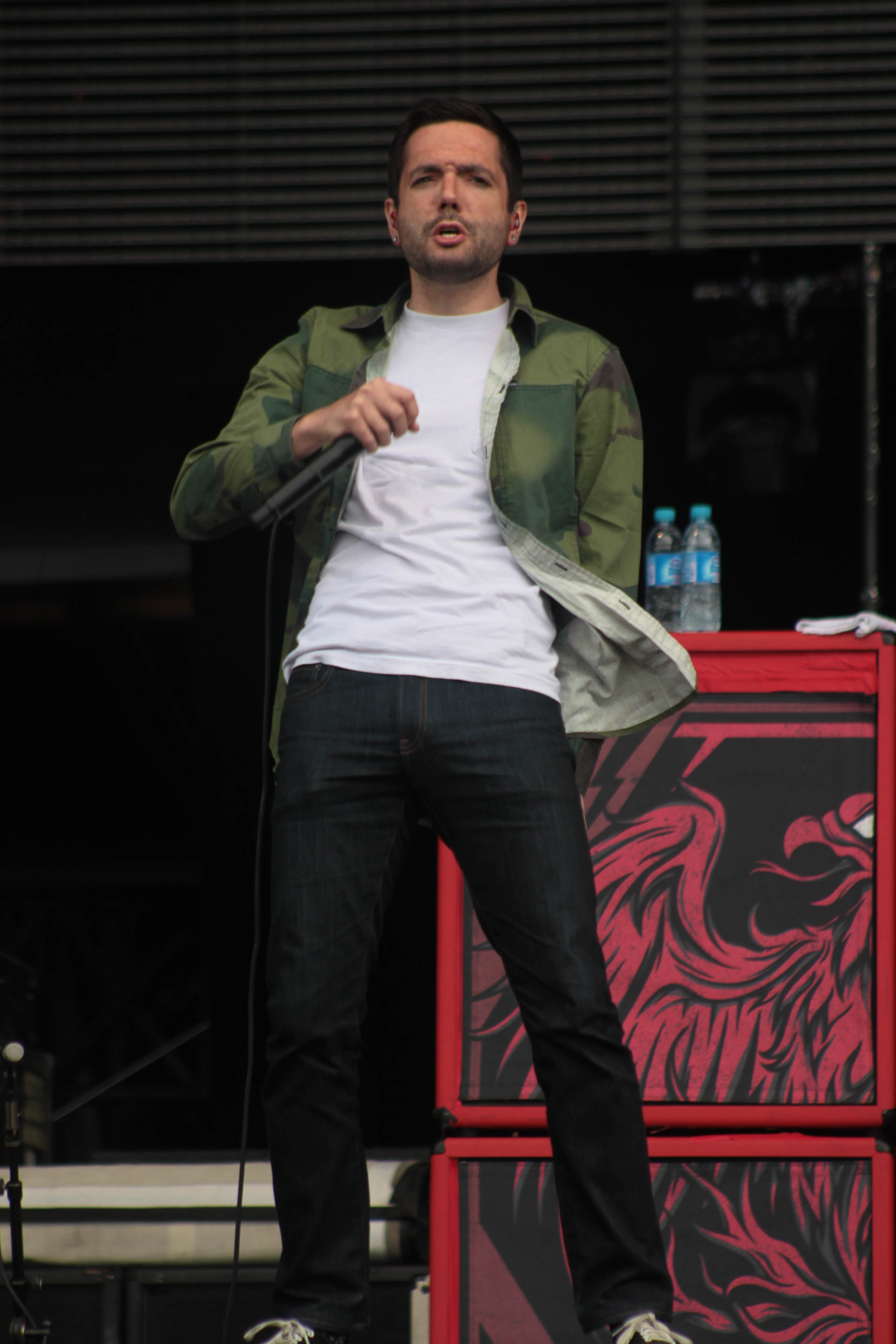
Jeremy McKinnon
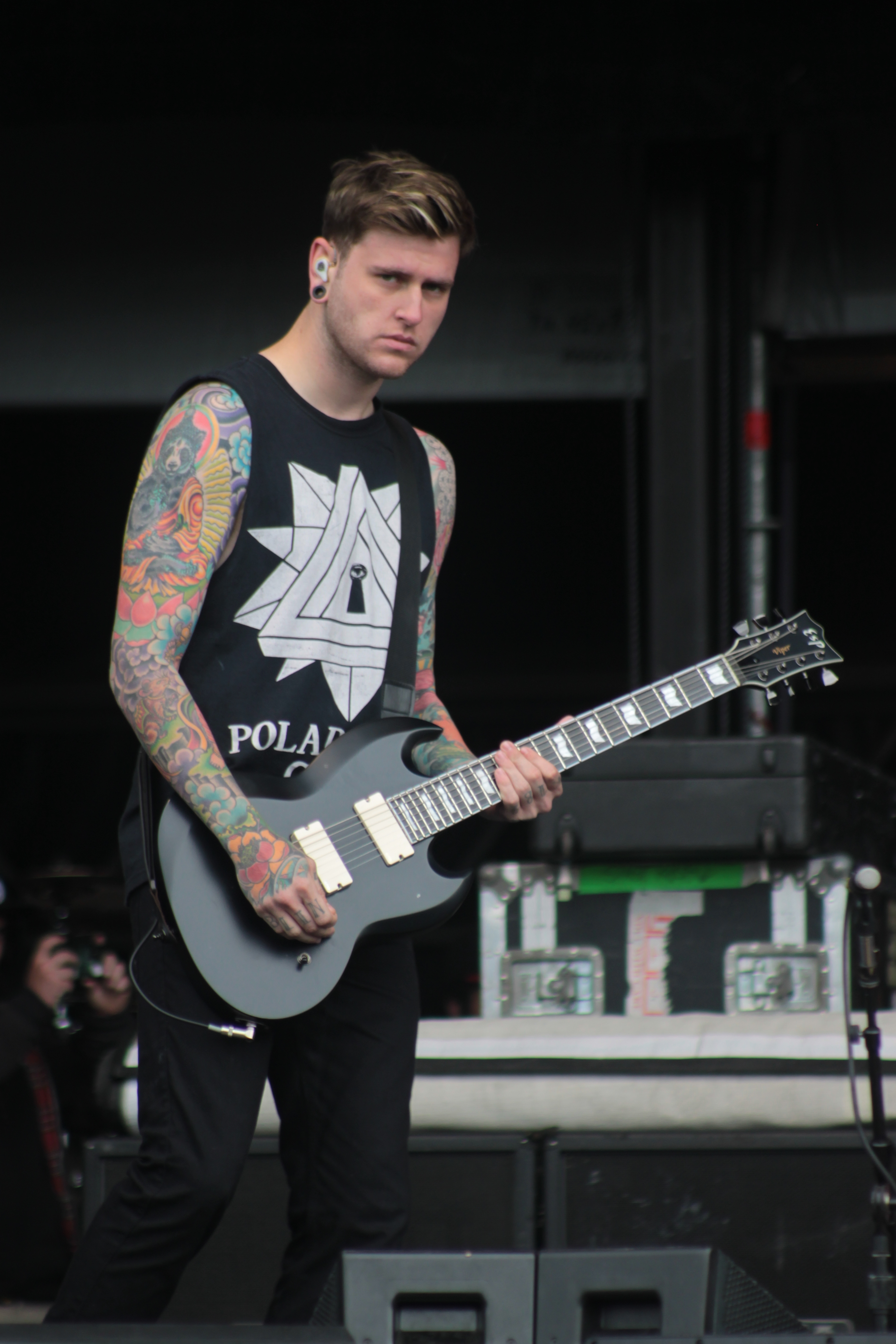
Neil Westfall
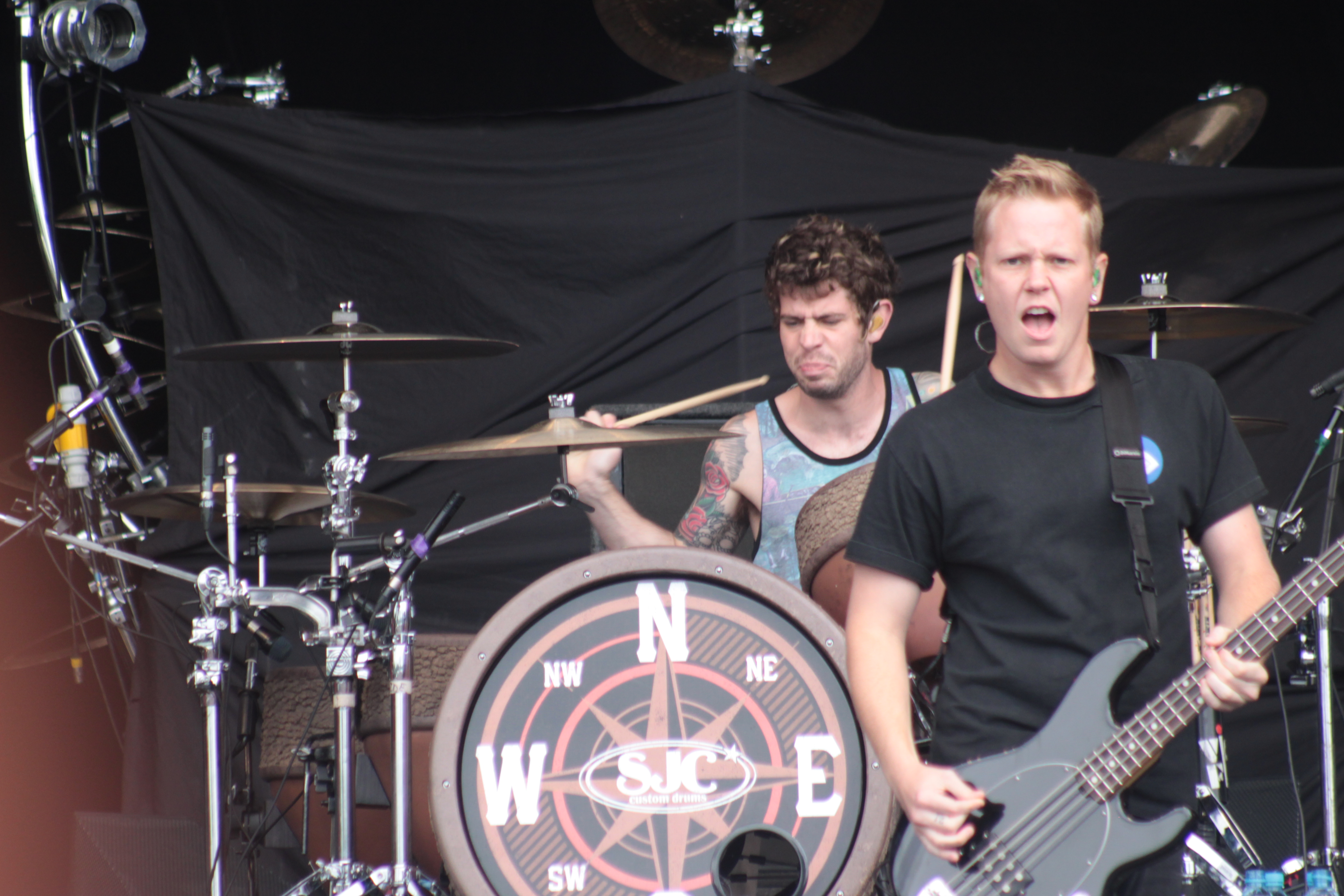
Alex Shelnutt & Joshua
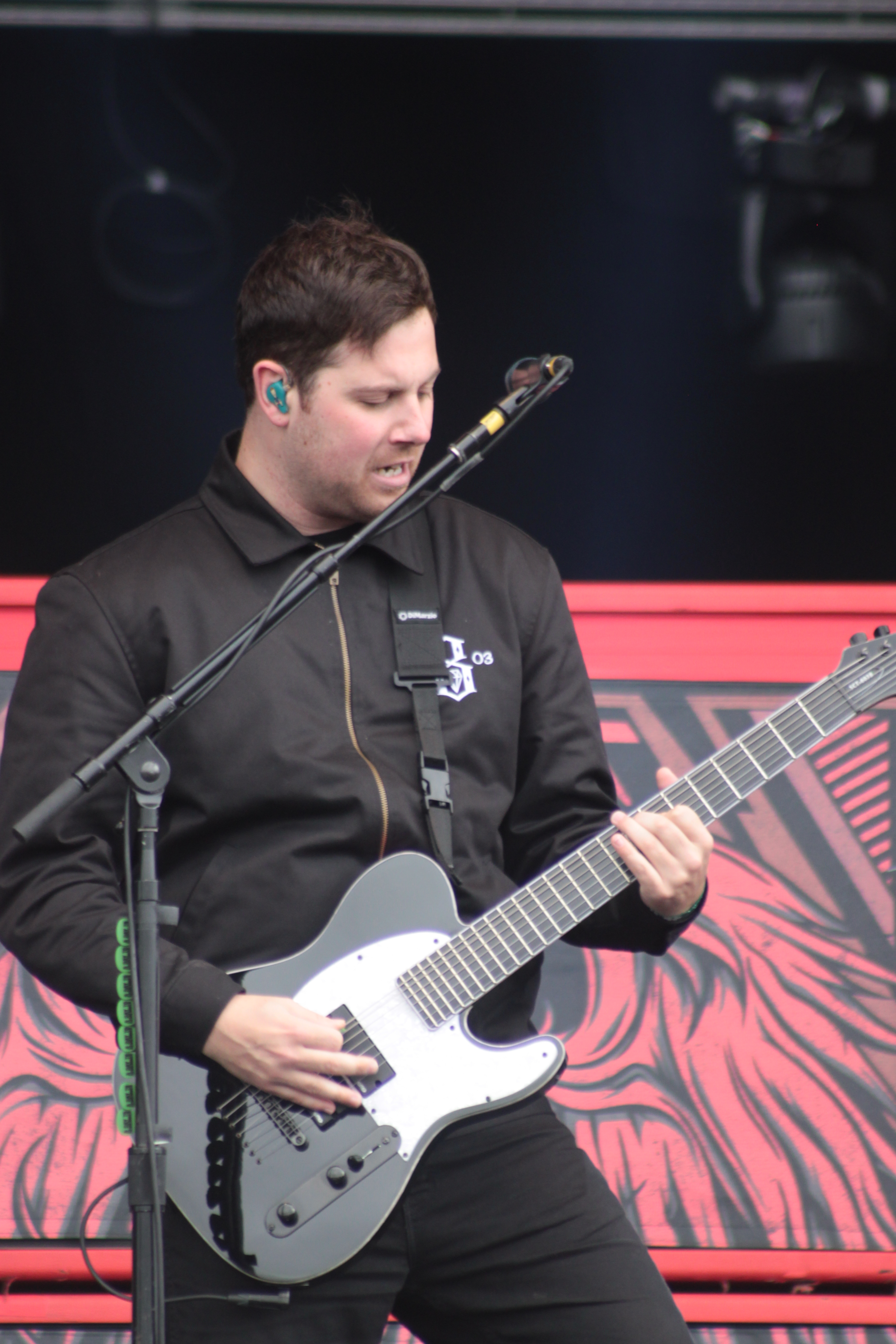
Kevin Skaff

### 旧メンバー
- トム・デニー/Tom Denney - (ギター)
- ボビー・スクラッグス/Bobby Scruggs- (ドラム)
- David Hearth
- ジョシュア・ウッダード/Joshua Woodard - (ベース)

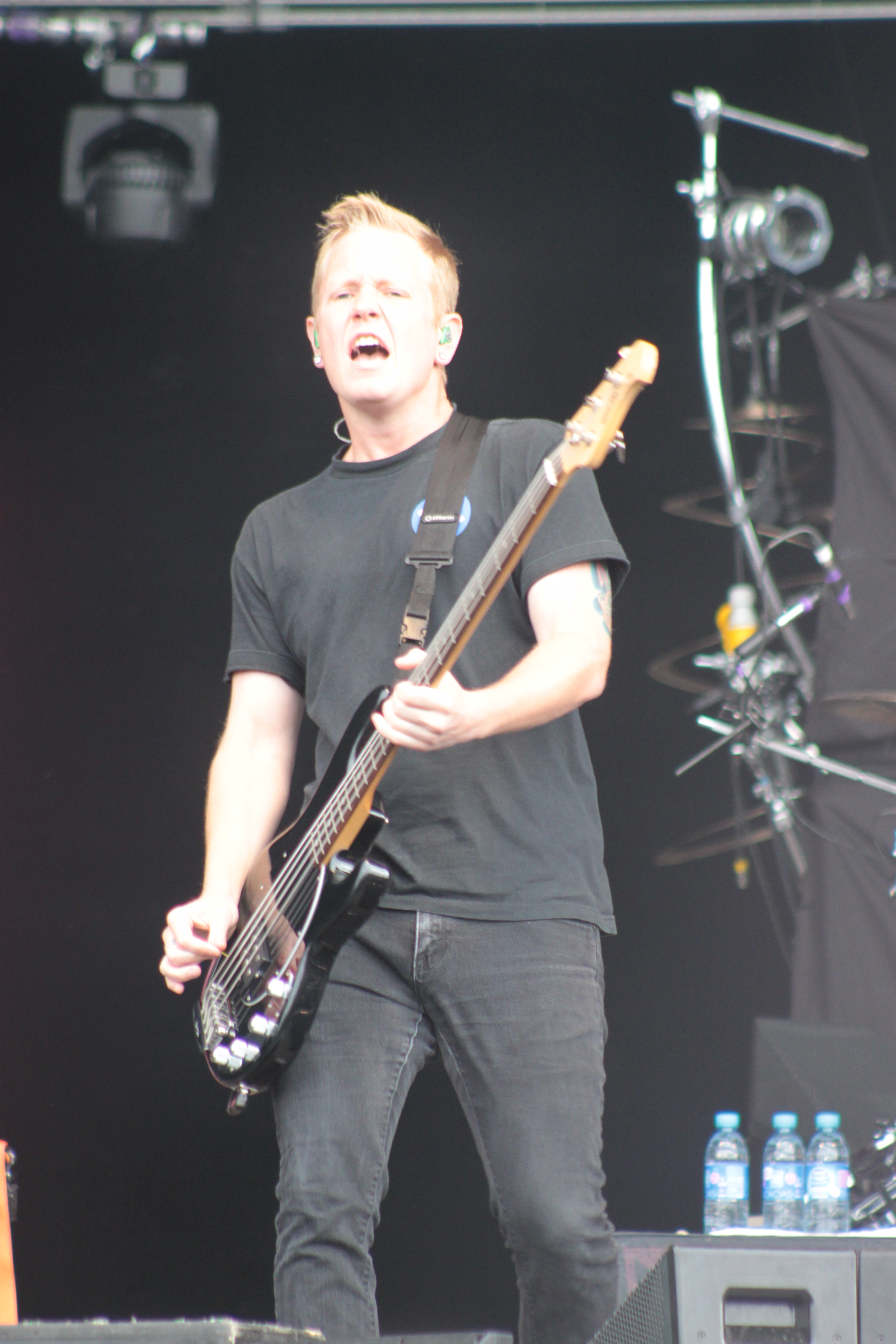
Joshua Woodard

## ディスコグラフィー

### アルバム
| 2005                                      | And Their Name Was Treason | - 発売日: 2005年5月10日 - レーベル: Indianola - フォーマット: CD, digital download - 全米売上: 1万枚     | —  | —  | —  | —   | —  | —   |                               |
| 2007                                      | For Those Who Have Heart   | - 発売日: 2007年1月22日 - レーベル: Victory - フォーマット: CD, LP, digital download - 全米売上: 2万枚   | —  | —  | —  | —   | —  | —   |                               |
| 2009                                      | Homesick                   | - 発売日: 2009年2月3日 - レーベル: Victory - フォーマット: CD, LP, digital download - 全米売上: 50万枚   | 21 | —  | —  | —   | —  | 165 | - US: ゴールド - UK: シルバー |
| 2010                                      | What Separates Me from You | - 発売日: 2010年11月16日 - レーベル: Victory - フォーマット: CD, LP, digital download - 全米売上: 50万枚 | 11 | 24 | —  | —   | —  | 66  | - US: ゴールド                |
| 2013                                      | Common Courtesy            | - 発売日: 2013年10月8日 - レーベル: ADTR - フォーマット: CD, LP, digital download - 全米売上: 19万枚     | 37 | 13 | 40 | 188 | 48 | 57  |                               |
| 2016                                      | Bad Vibrations             | - 発売日: 2016年9月2日 - レーベル: ADTR - フォーマット: CD, LP, digital download - 全米売上: 6.2万枚     | 2  | 1  | 7  | 30  | 7  | 6   |                               |
| 2021年                                    | You're Welcome             | - 発売日：2021年3月5日 - レーベル：Fueled by Ramen - フォーマット：CD, digital download, LP              | 15 | 9  | 12 | 166 | 7  | 36  |                               |
| "—"は未発売またはチャート圏外を意味する。 |                            | |    |    |    |     |    |     |                               |